# Saint-René
Saint-René es un municipio parroquial canadiense situado en la provincia de Quebec.

## Superficie
Saint-René tiene una superficie de 61,54 km².

## Demografía
En 2021, tenía 946 habitantes, una densidad poblacional de 15,4 hab./km², y 373 viviendas.